# Røst
Røst (eller Røstlandet eller Heimlandet) är den största ön i Røsts kommun i ögruppen Lofoten i Nordland fylke i norra Norge. Røst är också namnet på den omkringliggande lokala ögruppen. Ön Røst är 3,6 kvadratkilometer stor, platt, delvis täckt av sankmark och har många små sjöar. Den räknas i sin helhet till den så kallade strandflaten med en högsta punkt på bara 11 meter över havet.
På den sydöstra delen av ön ligger Røstlandet, kommunens centralort och enda tätort. På den norra delen av ön ligger Røsts flygplats och i nordväst, vid sidan av flygplatsområdet, ligger Røstlandets naturreservat med ett grunt vattenområde längs stranden och strandängar, myrområden med små sjöar och hedar innanför.

## Bilder

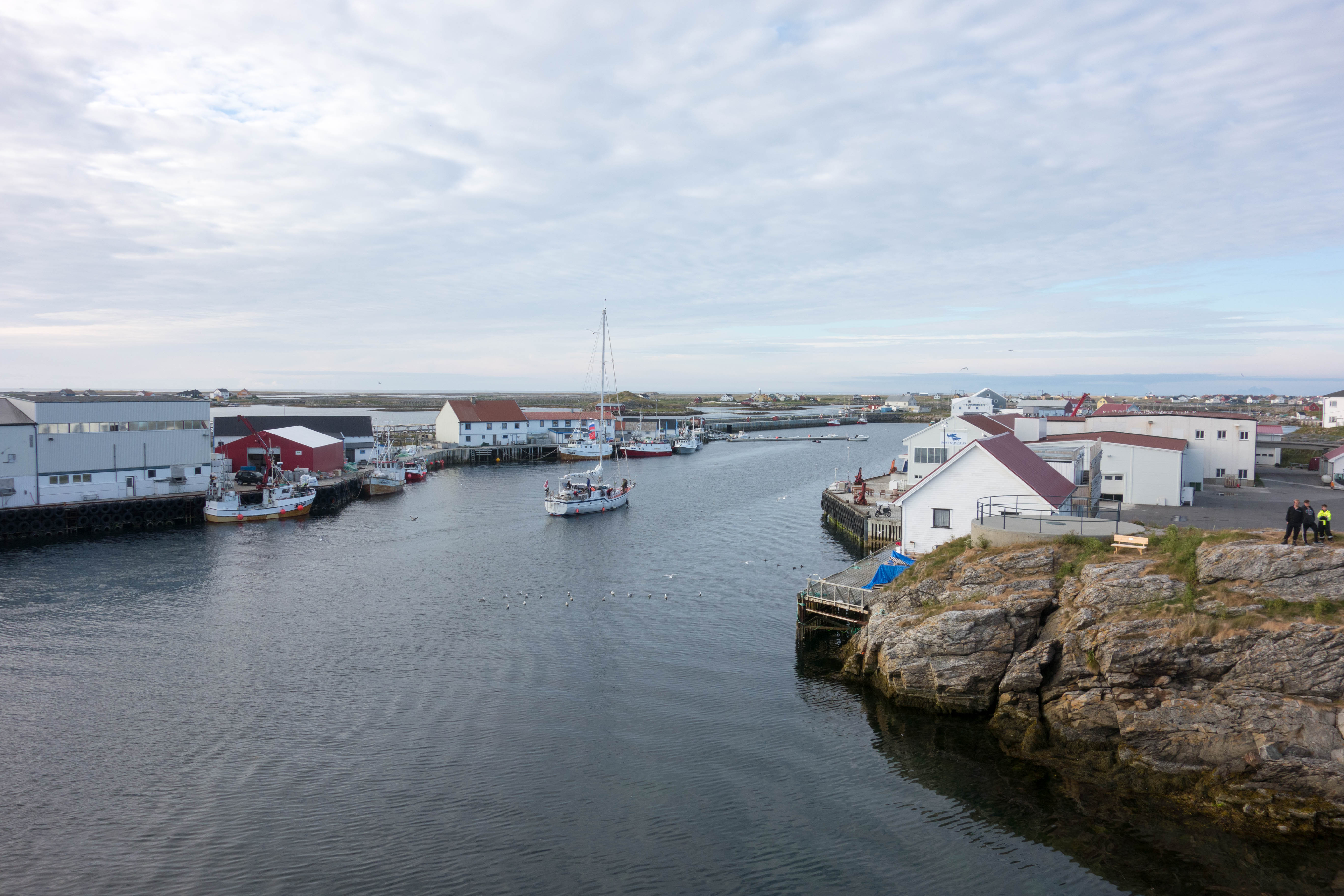
Vy från Røst.
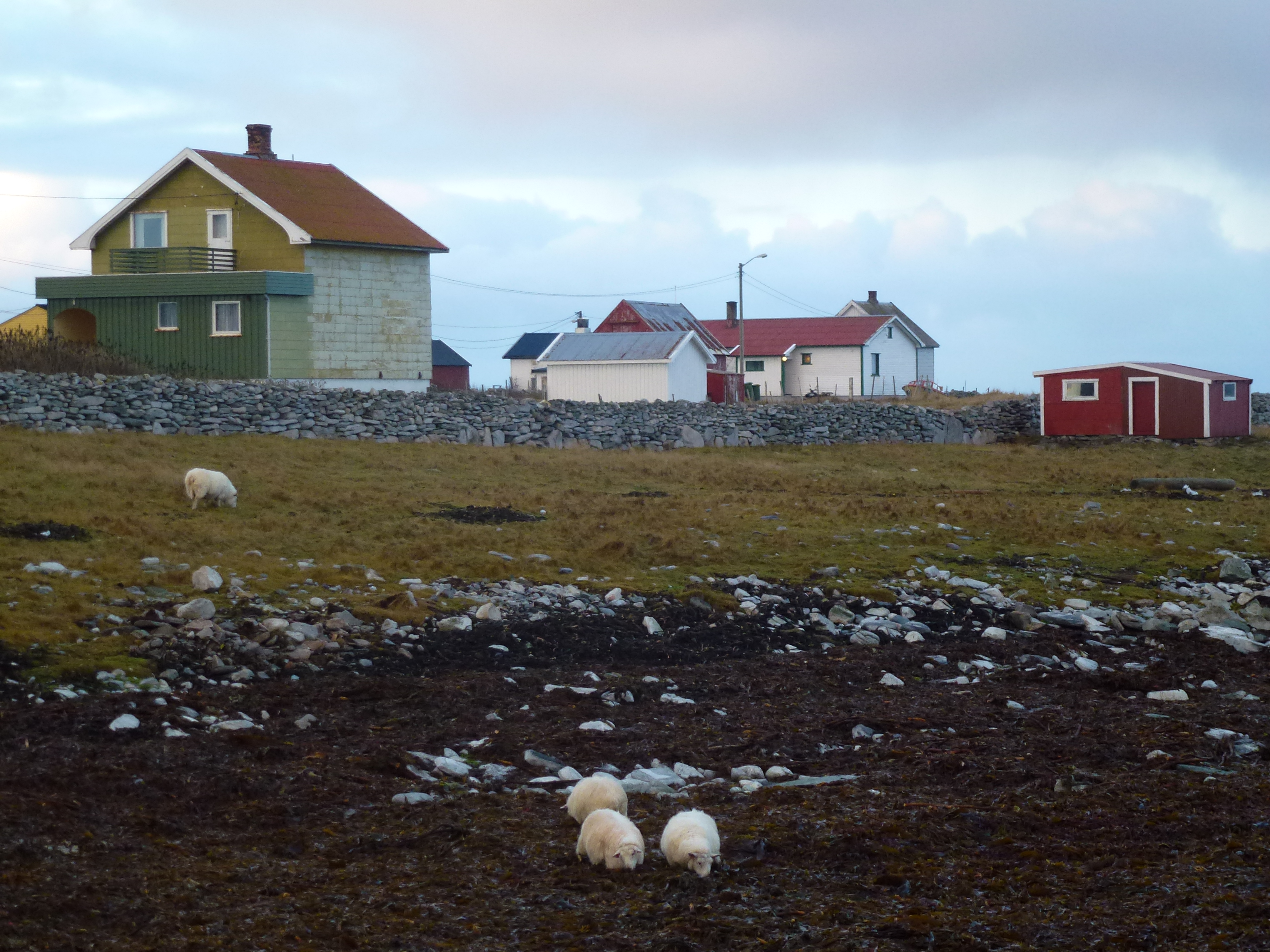
Bebyggelse på Røst.
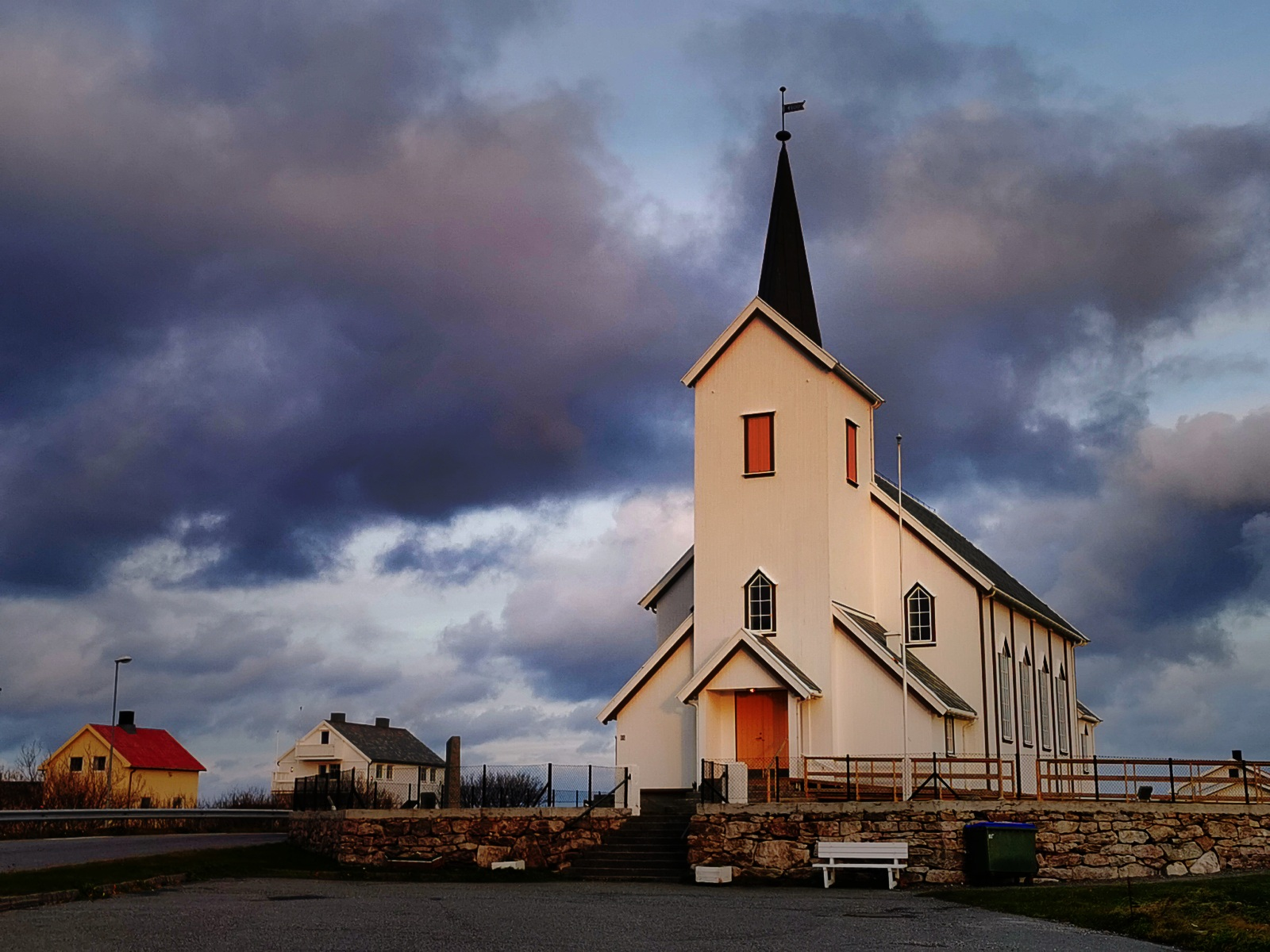
Røsts kyrka.
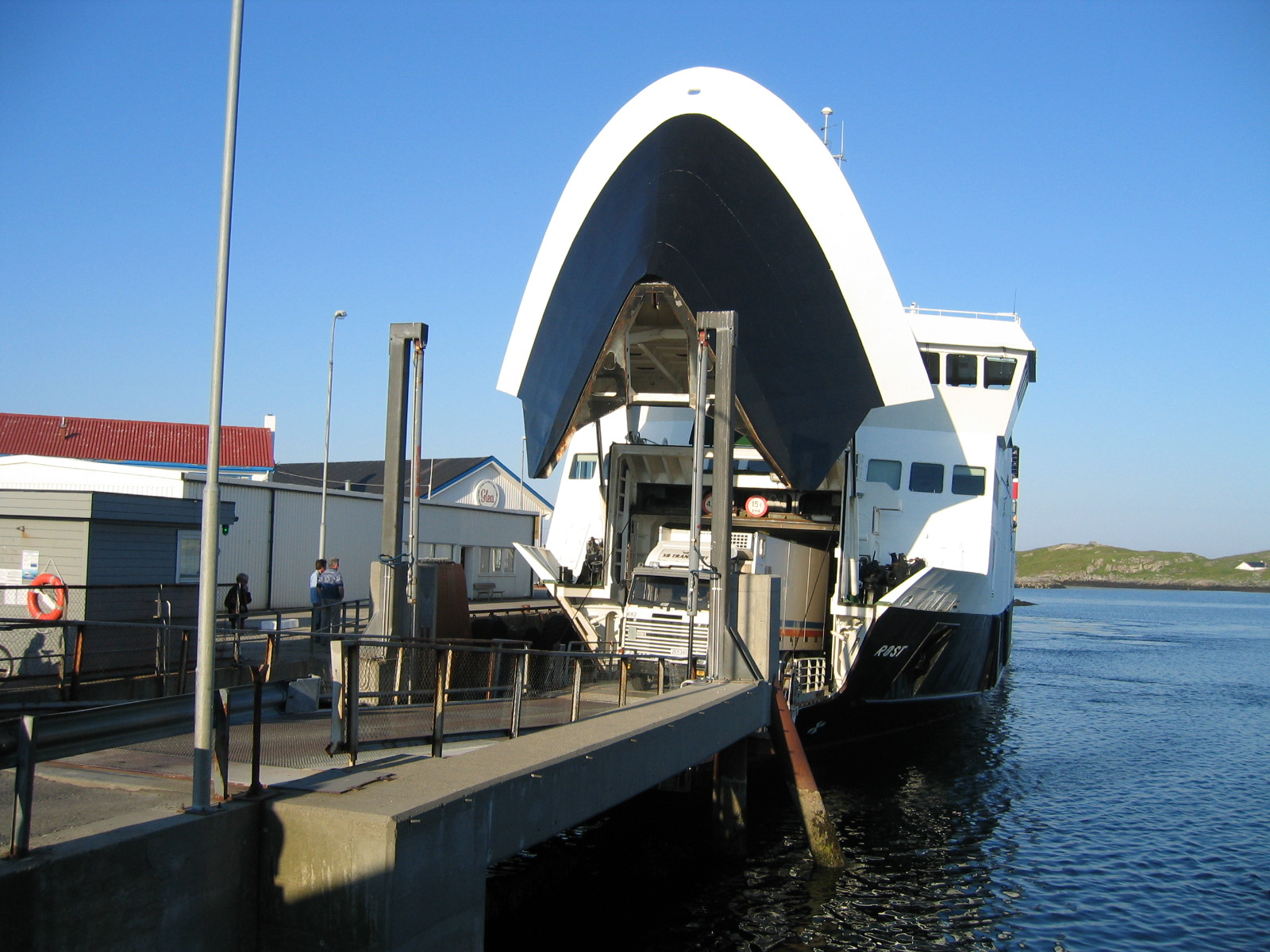
Färjeläget vid Røstlandet.